# Privilegi de Jaume I a Xàtiva
El Privilegi de Jaume I a Xàtiva és un privilegi atorgat a Xàtiva després de la conquesta, per Jaume el conqueridor el 17 d'agost de 1250.
Segons Agustí Ventura, aquest document constituix l'estatut de la nova ciutat cristiana. Mitjançant aquest document Jaume I va establir la Governació de Xàtiva o Governació dellà de Xúquer, el terme particular i general de Xàtiva. A més a més, el text establia i regulava també el repartiment de les cases entre catalans i aragonesos, el mercat de Xàtiva, el Justícia, la formació de milícies i els impostos o exempcions (per exemple, Xàtiva estava exempta de pagar peatge al Pont d'Alzira).